# Gunnar Papphammar
Gunnar Papphammar är en fiktiv karaktär gestaltad av Gösta Ekman.
Gunnar Papphammar dök först upp i en serie sketcher som visades i Sveriges magasin 1978 och klipptes ihop till serien Herr och fru Papphammar. Den skildrade det äkta paret Papphammar där den dominanta Karin, spelad av Lena Söderblom, hunsar den fåordige Gunnar. 
Namnet Papphammar hade Gösta Ekman haft i bakhuvudet i flera år och idén var att skildra en vuxen som behandlas som ett barn. En dagstidningsbild på justitieminister Lennart Geijer i trång hatt och kort rock med ett stadigt tag om portföljen inspirerade till Gunnar Papphammars stil.
Några år senare dök Gunnar Papphammar upp igen i tjugofyra sketcher som visades som  pausprogram i svensk tv. De klipptes 1981 ihop till episodfilmen Från och med herr Gunnar Papphammar.

Den annars ofta självkritiske Gösta Ekman sade sig vara stolt över filmen om Gunnar Papphammar och att det var en karaktär som innehöll mycket av honom själv:
| ” | Papphammar är bara jag. Det är genuint jag. Jag kan inte skylla på någon annan. Sådan är jag, det är summan av mig. Den innehåller några grejer som jag tycker väldigt mycket om | „ |

1998 spelades nya episoder om Gunnar Papphammar in skrivna av Gösta Ekman och Rolf Börjlind som visades i åtta tiominutersavsnitt i SVT2 året därpå.